# Museo Patrulla Soberanía
El Museo Patrulla Soberanía es un museo ubicado en la base Marambio de la Argentina, localizado en la isla Marambio, sobre el mar de Weddell en la Antártida.

## Historia y características
El museo fue creado por Osvaldo Enrique Marchesini, jefe de la base Marambio durante la dotación 2002-2003 y se lo nombró Patrulla Soberanía por la misión que fundó la base en 1969. La Fundación Marambio aportó imágenes y los elementos expuestos, y se encarga de la continuidad del control y del mantenimiento. El museo fue oficialmente inaugurado mediante un acta el 29 de agosto de 2003, y en noviembre de 2004, la Dirección Nacional del Antártico y con la colaboración el historiador Ricardo Capdevila, curador de los Museos Antárticos Argentinos, se habilitó un sector científico.
El museo cuenta la historia de la Fuerza Aérea Argentina en la Antártida, de la construcción de la primera pista de tierra en el continente antártico, de la base y otros elementos de la historia de la Antártida Argentina.
El museo fue restaurado en la campaña antártica de 2006 y 2007, donde se pintaron las paredes, se colocó un cartel de ingreso y nuevas luminarias. Los cuadros fueron restaurados y algunos fueron plastificados, con el fin de evitar los efectos del frío y del congelamiento.
Se agregaron elementos y cuadros temáticos relacionados con la primera misión de la Fuerza Aérea de Tareas Antárticas en 1951, la creación de la Base Matienzo en 1961 y el vuelo al Polo Sur realizado por dos aviones monomotores Beaver y un C-47.